# سیارک ۲۰۸۱۲
سیارک ۲۰۸۱۲ (به انگلیسی: 20812 Shannonbabb، نامگذاری:2000SL269) بیست هزار و هشتصد و دوازدهمین سیارک کشف شده‌است که در ۲۷ سپتامبر ۲۰۰۰ کشف شد.
قدر مطلق سیارک برابر ۱۳.۵ است.